# Полад Бюльбюльогли
Полад Бюльбюльогли (азерб. Polad Bülbüloğlu, ім'я при народженні — Полад Муртуза-огли Мамедов; 4 лютого 1945 , Баку ) — радянський і азербайджанський естрадний співак (ліричний тенор), композитор, педагог, актор, доктор мистецтвознавства, професор (2000); дипломат, політичний і громадський діяч.
Лауреат премії Ленінського комсомолу Азербайджанської РСР (1970), заслужений діяч мистецтв Азербайджанської РСР (1973), народний артист Азербайджанської РСР (1982), народний артист Туркменістану (2017), заслужена людина Молдови (2005). Син радянського оперного співака, народного артиста СРСР Бюльбюля.
Міністр культури Азербайджанської РСР (1988—1991), міністр культури Азербайджанської Республіки (1991—2006), депутат національних зборів Азербайджану (Міллі меджлісу), Посольство Азербайджану в Росії (від 2006 року донині).

## Життєпис

### Походження
Народився 4 лютого 1945 року в столиці Азербайджанської РСР — місті Баку.
Батько — Муртуза Мешаді Рза-огли Мамедов (22 червня 1897 — 26 вересня 1961), народився в містечку Ханбаги («Ханський сад») поблизу Шуші (Єлизаветпольська губернія, Російська імперія), в сім'ї гарбаря. Муртуза Мамедов, більш відомий під творчим псевдонімом «Бюльбюль» («Соловей»), — радянський оперний співак (лірико-драматичний тенор) азербайджанського походження, музикознавець-фольклорист, педагог. Творчий шлях розпочав як ханенде, потім був солістом Азербайджанського державного театру. 1938 року відзначений почесним званням «Народний артист СРСР».
Мати — Мамедова Аделаїда Рза-кизи (22 серпня 1922 — 25 квітня 2015), народилася в Тбілісі. Її батько, Рза Касумов, був торговцем з Єревану, а мати, Кетеванна Везірішвілі, — грузинкою, дочкою князя. Аделаїда Мамедова працювала директором Меморіального музею Бюльбюля.
Бабуся Полада по лінії батька була родом із селища Пареулар, дочкою кочівника-курда.

### Творчий шлях
Дитинство і юність Полад Бюльбюльогли провів як у Баку, так і в місті Шуша, яке є «консерваторією Кавказу».
1960 року вперше вийшов на велику сцену як акомпаніатор батька. До 17 років склав перші пісні: «Пісня про Москву», «Пісня про Сумгаїт», «З першого побачення», «З добрим ранком!». Написав також кілька пісень для свого друга дитинства Мусліма Магомаєва, з яким поїхав до Москви для запису їх на радіо.
Після закінчення музичної школи по класу фортепіано вступив до Азербайджанської державної консерваторії імені Узеїра Гаджибекова, де від 1963 до 1968 року навчався в класі композиції композитора Кара Караєва.
1969 року став членом Спілки композиторів СРСР і членом Спілки кінематографістів СРСР.
Багато років виступав як співак і композитор, активно пропагуючи азербайджанську музичну культуру. Працював з відомим російським концертним діячем, режисером Едуардом Смольним.
1976 року очолив Державний естрадний ансамбль Азербайджанської РСР. Керував естрадними колективами республіки. Об'їздив з концертами весь Радянський Союз, побував більш ніж в 70 країнах світу.

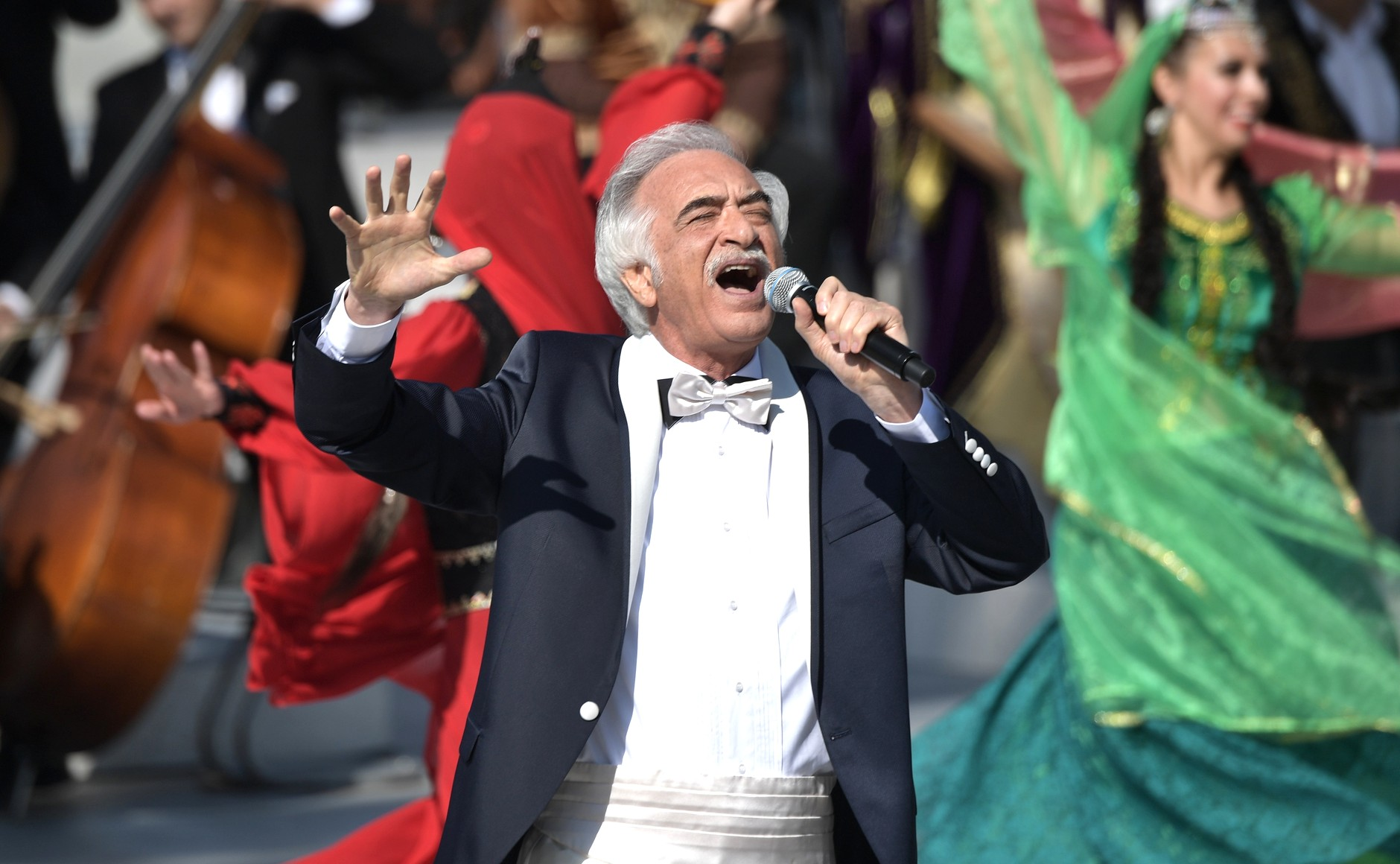
Виступ на День міста Москви.
7 вересня 2019 року

Голос Полада — дуже дзвінкий, легкий, прозорий і високий ліричний тенор, за діапазоном і характером співу близький до тенору-альтіно. Спів відрізняється віртуозністю, складними фіоритурами і трелями, верхні ноти дуже вільні. У співі Полада завжди чути прийоми і мотиви азербайджанської національної музики — мугаму. Крім того, Полад — великий композитор, зробив значний внесок у сучасну азербайджанську музику. Полад Бюльбюльогли створив цілий напрямок у радянській естраді, з'єднавши сучасні ритми і гармонії з яскравим національним мелодизмом, що стало прикладом для наслідування наступного покоління музикантів. Були і зйомки в кінофільмах, і музика більш ніж до 20 фільмів. Його композиція «Подзвони» досі популярна в колишніх республіках СРСР.
Композиторська творчість Полада Бюльбюльогли різноманітна. В його творчому доробку є великі симфонічні твори, камерно-інструментальна музика, музичні, вокальні цикли, музика до кінофільмів та драматичних вистав. Особливий успіх йому принесли пісні, які виконували як відомі співаки країни, так і він сам. Його пісні увійшли до репертуару таких співаків, як Муслім Магомаєв, Йосип Кобзон, Лев Лещенко, Людмила Сенчина, Роксана Бабаян та інші.
1981 року на екрани СРСР вийшов пригодницький музичний комедійний телевізійний художній фільм «Не бійся, я з тобою!» режисера Юлія Гусмана, одну з головних ролей у якому зіграв Полад Бюльбюльогли. Його персонаж (Теймур) — «золотоголосий» співак. Музику і пісні до цього фільму записали також радянські джаз-гурт «Інтеграл» Барі Алібасова і рок-гурт «Цвєти» Стаса Наміна.
1982 року Полада Бюльбюльогли відзначено почесним званням «Народний артист Азербайджанської РСР».
Від 1987 року протягом декількох років був директором і художнім керівником Азербайджанської державної філармонії.

### Особисте життя
- Перша дружина — Бела Андріївна Руденко (нар. 18 серпня 1933), радянська, українська і російська оперна співачка (лірико-колоратурне сопрано), педагогиня. Солістка Большого театру (1972—1988). Народна артистка СРСР (1960). Лауреатка Державної премії СРСР(1971).
  - Син — Теймур Полад Бюльбюль-огли (нар. 1975), музикант, концертмейстер групи фаготів Великого симфонічного оркестру імені П. І. Чайковського у Москві, заслужений артист Російської Федерації, в даний час — бізнесмен[джерело?].
- Друга дружина — Гюльнара Шихалієва.
  - Дочка — Лейла, співачка, актриса.
  - Син — Муртуз, музикант.

## Політична та громадська діяльність

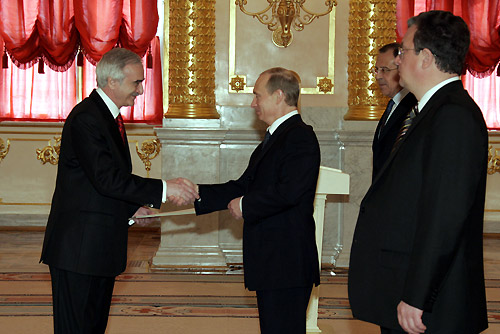
Вручення вірчих грамот президенту Росії Володимиру Путіну.
Москва, Кремль, 13 квітня 2006 року.

1988 року Полад Бюльбюльогли став міністром культури Азербайджанської РСР.
В період від 1987 до 1990 року був депутатом міської Ради міста Баку, головою депутатської комісії з культури.
З набуттям Азербайджаном незалежності Полад зайняв новоутворену посаду міністра культури Азербайджану. 1994 року його обрали генеральним директором створеної 1993 року «Міжнародної організації тюркської культури» («(ТюрКСОЙ)»), що є спільнотою з розвитку тюркської культури і мистецтва, потім тричі переобирали (1997, 2000 і 2003). За ініціативою Полада Бюльбюльогли видано численні книги класиків літератури тюркомовних країн, календарі і журнали.
2002 року Полад став головою Ради з культурної співпраці міністрів культури країн СНД.
1995 року Полада Бюльбюльогли обрано в Міллі Меджліс Азербайджану.
Є доктором мистецтвознавства Національної творчої академії Азербайджанської Республіки, почесним професором Азербайджанського державного університету культури і мистецтв, дійсним членом Міжнародної гуманітарної академії «Європа-Азія». 2000 року затверджений у вченому званні професора.
В лютому 2000 року відкрито зірку Полада Бюльбюльогли на «Площі зірок» у Москві.
2006 року Полад Бюльбюльогли залишив посаду міністра культури і переїхав до Москви, куди був призначений Надзвичайним і повноважним послом Азербайджанської Республіки в Російській Федерації.
Живучи в Москві, Полад Бюльбюльогли продовжує займатися музикою. У січні 2010 року вийшов новий альбом музиканта під назвою «Співав Бюльбюль… Співає Полад Бюльбюльогли», що складається з азербайджанських народних пісень. У диску представлено чотирнадцять популярних пісень — від «Хаштархана» (так звучить назва Астрахані тюркськими мовами) до «Чал-ойна» («Співай, танцюй»). Полад обробив ці пісні спільно з Сіявушем Керимі, якому також належить і аранжування. Альбом видано за спонсорства групи компаній «Палмалі».

## Творчість

### Фільмографія

#### Ролі в кіно
- 1966 — Казки російського лісу
- 1970 — Ритми Апшерона
- 1970 — Бушує «Маргарита» — виконує пісню «Тар і квартет гітар»
- 1972 — На крилах пісні
- 1981 — Не бійся, я з тобою! — Теймур.
- 2006 — Парк радянського періоду
- 2013 — Не бійся, я з тобою! 1919 — Теймур

#### Композитор
- 1966 — Слідство триває
- 1968 — Остання ніч дитинства
- 1971 — Співає Муслім Магомаєв
- 1971 — Головне інтерв'ю
- 1972 — Щастя вам, дівчатка!
- 1973 — Попутний вітер
- 1976 — Серце… серце…
- 1977 — Бухта Радості
- 1979 — Я вигадую пісню
- 1979 — Бабек
- 1981 — Дорожня пригода
- 1981 — Ділова поїздка
- 2008 — Доля государя
- 2012 — Град
- 2013 — Не бійся, я з тобою! 1919

### Дискографія

#### Відомі пісні
| - «Чарівна ниточка» - «Все пройшло» - «Дочекайся мене» - «Долалай» - «Журавлі» - «Зазирни в мій сон» - «І знову сонцю здивуюся» - «Здається» - «Як мені бути» - «Край улюблений» - «Не забути ніколи» - «Не ревнуй» - «Новонароджений вогонь» - «Пісні моїй повір» - «Пройшовши крізь роки» (вона ж «Як жили ми, борючись» або «Пісня на вежі») - «Тому, що ти любиш» - «Подзвони» | - «Пісню дівчатам дарую» - «Перший погляд» - «Щастя з нами поруч» - «Скажи очам твоїм» - «Ти поквапся» - «Ти і я» - «Той, хто любить» - «Твоя дорога» (тюркомовна версія пісні «Gəl ey səhər» також дуже популярна в деяких тюркомовних країнах та Ірані) - «Танцюйте, люди» - «Йду» - «Фіалки» - «Хлоп-хлоп» - «Шейк» - «Юність» - «Я ненавиджу в людях брехню» |

## Визнання заслуг

### Державні нагороди

#### Державні нагороди, звання і премії Азербайджанської РСР
- 1970 — лауреат премії Ленінського комсомолу Азербайджанської РСР.
- 1973 — почесне звання «Заслужений діяч мистецтв Азербайджанської РСР».
- 1982 — почесне звання «Народний артист Азербайджанської РСР».

#### Державні нагороди Грузії
- 2002 — орден Честі (Грузія).

#### Державні нагороди Азербайджану
- 2005 — орден «Незалежність» (2 лютого 2005 року) — за великі заслуги в розвитку азербайджанської культури[12].
- 2015 — орден «Честь» (3 лютого 2015 року) — за багаторічну плідну діяльність у культурному та суспільно-політичному житті Азербайджанської Республіки[13].
- 2019 — орден «За службу Вітчизні» II ступеня (9 липня 2019 року) — за плідну діяльність в органах дипломатичної служби Азербайджанської Республіки[14].
- 2020 — орден «Гейдар Алієв» (3 лютого 2020 року) — за великі заслуги в розвитку азербайджанської культури і багаторічну плідну громадсько-політичну діяльність[15].

#### Державні нагороди Російської Федерації

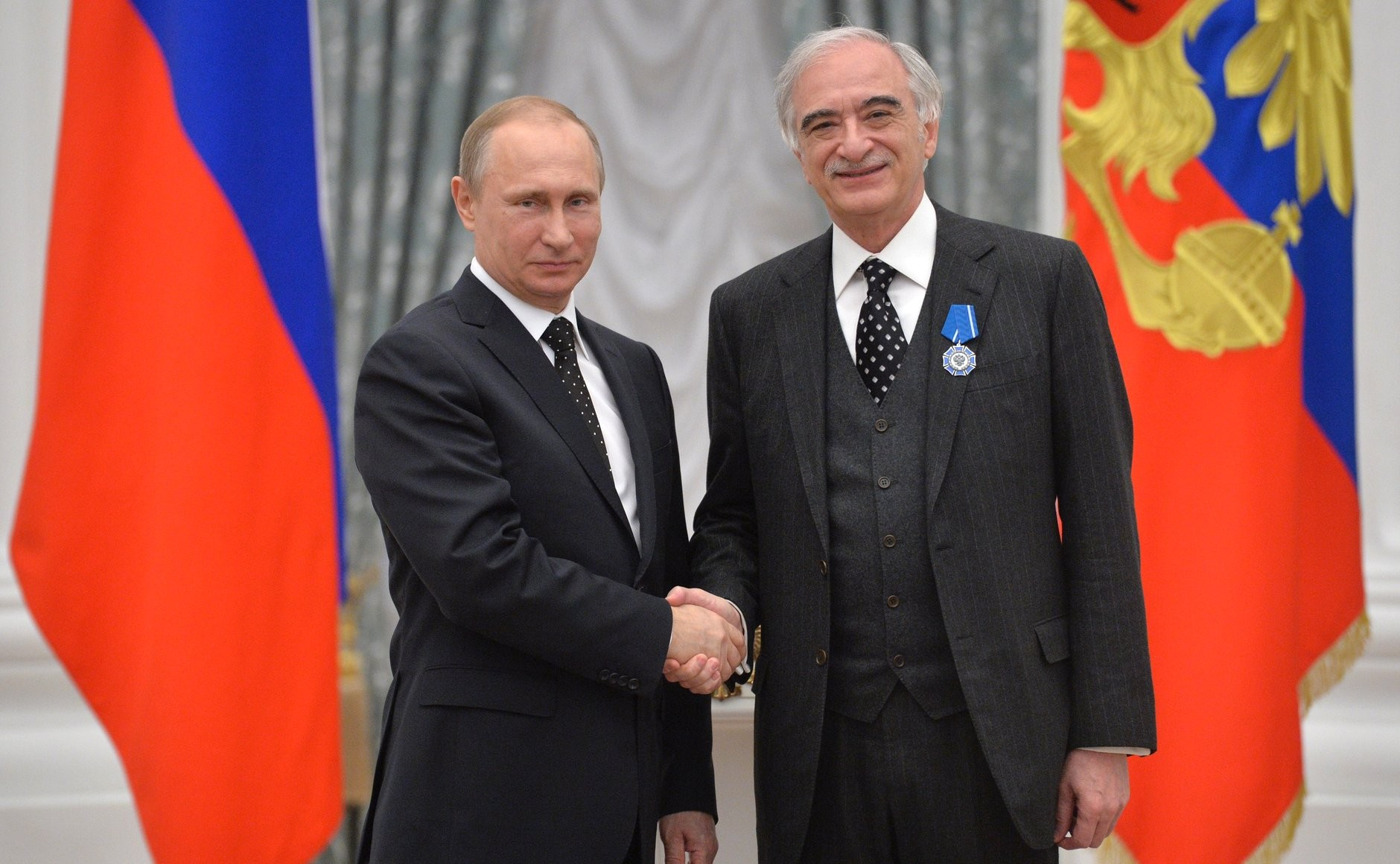
Нагородження орденом Пошани (Росія).
Москва, Кремль, 21 травня 2015 року.

- 2005 — орден Дружби (16 лютого 2005 року) — за великий внесок у зміцнення і розвиток російсько-азербайджанських культурних зв'язків[16].
- 2015 — орден Пошани (4 лютого 2015 року) — за великий внесок у зміцнення дружби і співробітництва з Російською Федерацією, розвиток економічних і культурних зв'язків[17].
- 2016 — нагрудний знак Міністерства закордонних справ Російської Федерації «За внесок у міжнародне співробітництво»[ru][18].
- 2020 — почесна грамота Президента Російської Федерації[ru] (4 лютого 2020 року) — за великий внесок у розвиток російсько-азербайджанських відносин[19][20][21].

##### Нагороди та звання суб'єктів Російської Федерації
- 2015 — почесне звання «Заслужений діяч мистецтв Республіки Дагестан»[22].

#### Державні нагороди та звання Республіки Молдова
- 2005 — почесне звання «Om Emerit» (укр. «Заслужена людина») Республіки Молдова (2 березня 2005 року) — на знак вдячності за особливі заслуги у розвитку молдовсько-азербайджанських культурних зв'язків та значний внесок у пропаганду музичного мистецтва[23].

#### Державні нагороди та премії Республіки Казахстан
- 2010 — лауреат Державної премії миру і прогресу Першого Президента Республіки Казахстан — Лідера нації[24][25].

#### Державні нагороди та звання Туркменістану
- 2014 — медаль «Махтумкулі Фрагі»[ru] (Туркменістан, 15 травня 2014 року) — за особливі заслуги у вивченні, поширенні та популяризації творчої спадщини великого мислителя туркменського народу Махтумкулі Фрагі в епоху могутності і щастя, а також враховуючи великий особистий внесок у розвиток дружніх зв'язків між Туркменістаном та іншими державами і міжнародними організаціями у сферах науки, освіти та культури, в гуманітарній галузі, зближення і збагачення культур, плідну працю та чудові творчі здобутки[26].
- 2017 — почесне звання «Народний артист Туркменістану» (27 квітня 2017 року) — за особливі заслуги у зміцненні відносин дружби, братерства, добросусідства і співробітництва між народами Туркменістану та Азербайджанської Республіки, зміцнення діалогу між двома державами в культурній та гуманітарній сферах, що існує протягом багатьох років, також враховуючи натхненний талант і прекрасні успіхи в розвитку пісенно-музичного мистецтва[27][28].

### Громадські нагороди, наукові звання та премії
- 1995 — звання «Почесний професор Азербайджанського державного університету культури і мистецтв імені А. Гусейнзаде».
- 1999 — дійсний член Міжнародної гуманітарної академії «Європа-Азія»[10].
- 2004 — орден «Зірка Творення».
- 2005 — золота медаль «Троянда світу».
- 2005 — лауреат премії «Міжнародної організації тюркської культури» («(ТюрКСОЙ)»).
- 2006 — орден фонду «Меценати сторіччя».

### Відеоматеріали
- Документальний фільм «Полад Бюльбюльогли. Більше, ніж посол» (Росія, ДТРК «Культура», 2015 рік; 00:38:53). Офіційний сайт телеканалу «Росія-Культура» // tvkultura.ru
- Ювілейний концерт Полада БюльБюльогли (Росія, «ВГТРК», 2015 рік; 01:06:20). — 23 січня 2015 року в Концертному залі імені П. І. Чайковського в Москві пройшов ювілейний концерт до 70-річчя Полада Бюльбюльогли — співака, композитора, актора, а в останні роки — посла Азербайджанської Республіки в Російській Федерації. Офіційний сайт телеканалу «Росія-1» // tvkultura.ru (26 січня 2015 року)
- Володимир Кондратьєв[ru]. Новини. Полад Бюльбюльогли відзначає 75-річчя. Відеосюжет інформаційної програми «Сєгодня»[ru] на телеканалі «НТВ» // ntv.ru (4 лютого 2020 року)
- Олена Ворошилова. Новини культури. Полад Бюльбюльогли приймає вітання з ювілеєм. Поладу Бюльбюльогли — 75! Офіційний сайт телеканалу «Росія-Культура» // tvkultura.ru (4 лютого 2020 року)
- Ольга Стрельцова. Новини. Співакові і композитору Поладу Бюльбюльогли − 75. — Він виступає на молодіжних фестивалях і, як раніше, пише музику. Офіційний сайт телеканалу «ТВ Центр» // tvc.ru (4 лютого 2020 року)